# Polona Hercog
Polona Hercog, née le 20 janvier 1991 à Maribor (alors en Yougoslavie), est une joueuse de tennis slovène, professionnelle depuis 2006.
Sa surface de prédilection est la terre battue.
À ce jour, elle a remporté deux titres en double dames sur le circuit WTA, à l'Open du Mexique 2010 (où elle a aussi atteint la finale en simple) et à l'Open de Corée.
En 2010, elle atteint le 3e tour à Roland-Garros en éliminant Lucie Šafářová, la joueuse tchèque, en deux sets, elle s'incline ensuite face à Flavia Pennetta.
En juillet 2011, elle remporte son premier tournoi WTA en simple à Båstad, en éliminant au passage la tenante du titre Aravane Rezaï au deuxième tour, sauvant notamment une balle de match. Elle joue sa place en finale face à la Tchèque Barbora Záhlavová Strýcová qu'elle bat 2 sets à 1 (6-2, 4-6, 7-5). Elle remporte ensuite la finale face à la Suédoise Johanna Larsson en 2 sets (6-4, 7-5). La semaine suivante, elle atteint également la finale au tournoi de Palerme, éliminant en demi-finale Flavia Pennetta (6-2, 6-2). Elle en est alors à 9 victoires consécutives mais s'incline en finale face à Anabel Medina Garrigues (6-3, 6-2)

## Palmarès

### Titres en simple dames
| No | Date       | Nom et lieu du tournoi                   | Catégorie | Dotation  | Surface      | Finaliste          | Score         |          |
| -- | ---------- | ---------------------------------------- | --------- | --------- | ------------ | ------------------ | ------------- | -------- |
| 1  | 04-07-2011 | Collector Swedish Open Women, Båstad     | Intern'l  | 220 000 $ | Terre (ext.) | Johanna Larsson    | 6-4, 7-5      | Parcours |
| 2  | 16-07-2012 | Sony Swedish Open, Båstad                | Intern'l  | 220 000 $ | Terre (ext.) | Mathilde Johansson | 0-6, 6-4, 7-5 | Parcours |
| 3  | 08-04-2019 | Samsung Open presented by Cornèr, Lugano | Intern'l  | 226 750 $ | Terre (ext.) | Iga Świątek        | 6-3, 3-6, 6-3 | Parcours |

### Finales en simple dames
| No | Date       | Nom et lieu du tournoi                 | Catégorie | Dotation  | Surface      | Vainqueure         | Score         |          |
| -- | ---------- | -------------------------------------- | --------- | --------- | ------------ | ------------------ | ------------- | -------- |
| 1  | 22-02-2010 | Abierto Mexicano Telcel HSBC, Acapulco | Intern'l  | 220 000 $ | Terre (ext.) | Venus Williams     | 2-6, 6-2, 6-3 | Parcours |
| 2  | 11-07-2011 | XXIV Internazionali Femminili, Palerme | Intern'l  | 220 000 $ | Terre (ext.) | Anabel Medina      | 6-3, 6-2      | Parcours |
| 3  | 23-04-2018 | TEB BNP Paribas Istanbul Cup, Istanbul | Intern'l  | 250 000 $ | Terre (ext.) | Pauline Parmentier | 6-4, 3-6, 6-3 | Parcours |

### Titres en double dames
| No | Date       | Nom et lieu du tournoi                | Catégorie | Dotation  | Surface      | Partenaire          | Finalistes                         | Score            |          |
| -- | ---------- | ------------------------------------- | --------- | --------- | ------------ | ------------------- | ---------------------------------- | ---------------- | -------- |
| 1  | 22-02-2010 | Abierto Mexicano Telcel HSBC Acapulco | Intern'l  | 220 000 $ | Terre (ext.) | Barbora Z. Strýcová | Sara Errani Roberta Vinci          | 2-6, 6-1, [10-2] | Parcours |
| 2  | 20-09-2010 | Hansol Korea Open Séoul               | Intern'l  | 220 000 $ | Dur (ext.)   | Julia Görges        | Natalie Grandin Vladimíra Uhlířová | 6-3, 6-4         | Parcours |

### Finale en double dames
| No | Date       | Nom et lieu du tournoi | Catégorie | Dotation  | Surface      | Vainqueures                  | Partenaire      | Score    |          |
| -- | ---------- | ---------------------- | --------- | --------- | ------------ | ---------------------------- | --------------- | -------- | -------- |
| 1  | 19-05-2008 | Istanbul Cup Istanbul  | Tier III  | 200 000 $ | Terre (ext.) | Jill Craybas Olga Govortsova | Marina Erakovic | 6-1, 6-2 | Parcours |

### Finale en simple en WTA 125
| No | Date       | Nom et lieu du tournoi | Catégorie | Dotation  | Surface      | Vainqueure    | Score    |          |
| -- | ---------- | ---------------------- | --------- | --------- | ------------ | ------------- | -------- | -------- |
| 1  | 31-05-2016 | Bol Open, Bol          | WTA 125   | 125 000 $ | Terre (ext.) | Mandy Minella | 6-2, 6-3 | Parcours |

## Parcours en Grand Chelem

### En simple dames
| Année | Open d'Australie | Open d'Australie      | Internationaux de France | Internationaux de France | Wimbledon       | Wimbledon           | US Open         | US Open                 |
| ----- | ---------------- | --------------------- | ------------------------ | ------------------------ | --------------- | ------------------- | --------------- | ----------------------- |
| 2008  | —                | —                     | —                        | —                        | —               | —                   | Q1              | Sandra Záhlavová        |
| 2009  | —                | —                     | 2e tour (1/32)           | Aravane Rezaï            | Q2              | Aiko Nakamura       | 1er tour (1/64) | Christina McHale        |
| 2010  | 2e tour (1/32)   | Alona Bondarenko      | 3e tour (1/16)           | Flavia Pennetta          | 1er tour (1/64) | Yaroslava Shvedova  | 1er tour (1/64) | Mandy Minella           |
| 2011  | 1er tour (1/64)  | Anastasija Sevastova  | 2e tour (1/32)           | Peng Shuai               | 2e tour (1/32)  | Dominika Cibulková  | 2e tour (1/32)  | Nadia Petrova           |
| 2012  | 1er tour (1/64)  | Julia Görges          | 1er tour (1/64)          | Ayumi Morita             | 1er tour (1/64) | Kristýna Plíšková   | 1er tour (1/64) | Petra Kvitová           |
| 2013  | 1er tour (1/64)  | Varvara Lepchenko     | Q2                       | Grace Min                | Q2              | Petra Cetkovská     | 1er tour (1/64) | Ekaterina Makarova      |
| 2014  | 1er tour (1/64)  | Alizé Cornet          | 2e tour (1/32)           | Sloane Stephens          | 2e tour (1/32)  | Lucie Šafářová      | 2e tour (1/32)  | Ekaterina Makarova      |
| 2015  | 2e tour (1/32)   | Lucie Hradecká        | 2e tour (1/32)           | Elena Vesnina            | 1er tour (1/64) | Lauren Davis        | 2e tour (1/32)  | Eugenie Bouchard        |
| 2016  | 1er tour (1/64)  | Jelena Janković       | 2e tour (1/32)           | Barbora Strýcová         | 1er tour (1/64) | Alizé Cornet        | 1er tour (1/64) | Angelique Kerber        |
| 2017  | —                | —                     | Q2                       | Zarina Diyas             | 3e tour (1/16)  | Svetlana Kuznetsova | Q2              | Viktoriya Tomova        |
| 2018  | 1er tour (1/64)  | Ekaterina Alexandrova | 1er tour (1/64)          | A. Pavlyuchenkova        | 1er tour (1/64) | Alison Van Uytvanck | 1er tour (1/64) | Claire Liu              |
| 2019  | 1er tour (1/64)  | Angelique Kerber      | 3e tour (1/16)           | Sloane Stephens          | 3e tour (1/16)  | Coco Gauff          | 1er tour (1/64) | Danielle Collins        |
| 2020  | 2e tour (1/32)   | Ashleigh Barty        | 2e tour (1/32)           | Leylah Fernandez         | Annulé          | Annulé              | —               | —                       |
| 2021  | 1er tour (1/64)  | Caroline Garcia       | 3e tour (1/16)           | Markéta Vondroušová      | 1er tour (1/64) | Danielle Collins    | 1er tour (1/64) | Petra Kvitová           |
|       |                  |                       |                          |                          |                 |                     |                 |                         |
| 2023  | —                | —                     | Q2                       | Mirjam Björklund         | Q1              | Jaimee Fourlis      | —               | —                       |
| 2024  | —                | —                     | Q1                       | Tamara Zidanšek          | Q2              | Zeynep Sönmez       | —               | —                       |
| 2025  | Q1               | Robin Montgomery      | —                        | —                        | —               | —                   | Q1              | Tessah Andrianjafitrimo |

N.B. : à droite du résultat se trouve le nom de l'ultime adversaire.

### En double dames
N.B. : le nom du ou de la partenaire se trouve sous le résultat ; les noms des ultimes adversaires se trouvent à droite.

### En double mixte
| Année | Open d'Australie                                                                  | Open d'Australie | Internationaux de France | Internationaux de France | Wimbledon                                                                         | Wimbledon | US Open | US Open |
| ----- | --------------------------------------------------------------------------------- | ---------------- | ------------------------ | ------------------------ | --------------------------------------------------------------------------------- | --------- | ------- | ------- |
| 2011  | —                                                                                 | —                | —                        | —                        | 1er tour (1/32) J.S. Cabal \|\| style="text-align:left;" \| Hsieh S.-w. P. Hanley | —         | —       |         |
| 2012  | 1er tour (1/16) J.S. Cabal \|\| style="text-align:left;" \| V. Uhlířová S. Lipsky | —                | —                        | —                        | —                                                                                 | —         | —       |         |

N.B. : le nom du ou de la partenaire se trouve sous le résultat ; les noms des ultimes adversaires se trouvent à droite.

## Parcours en «Premier» et WTA 1000
Les tournois WTA « Premier Mandatory » et « Premier 5 » (entre 2009 et 2020) et WTA 1000 (à partir de 2021) constituent les catégories d'épreuves les plus prestigieuses, après les quatre levées du Grand Chelem.

### En simple dames
| Année |       |                              |                                 |                              |                                  |                              |                               |                             |                              |                             |  |                             |
| Doha  | Dubaï | Indian Wells                 | Miami                           | Madrid                       | Rome                             | Canada                       | Cincinnati                    | Pékin                       |                              | Tokyo                       |  |                             |
| Doha  | Dubaï | Indian Wells                 | Miami                           | Madrid                       | Rome                             | Canada                       | Cincinnati                    | Pékin                       | Wuhan                        |                             |  |                             |
| Doha  | Dubaï | Indian Wells                 | Miami                           | Madrid                       | Rome                             | Canada                       | Cincinnati                    | Pékin                       | Guadalajara                  |                             |  |                             |
| 2010  |       | Hors calendrier              |                                 | 2e tour (1/32) M. Bartoli    | 3e tour (1/16) T. Bacsinszky     | 1er tour (1/32) M. Bartoli   | 2e tour (1/16) S. Peer        |                             |                              | 2e tour (1/16) F. Schiavone |  | 1er tour (1/32) A. Rezaï    |
| 2011  |       | WTA 500                      |                                 | 1er tour (1/64) A. Sevastova | 1er tour (1/64) C. Scheepers     |                              | 3e tour (1/8) S. Stosur       | 1er tour (1/32) L. Šafářová | 1er tour (1/32) A. Rodionova | 2e tour (1/16) V. Azarenka  |  |                             |
| 2012  |       | 1er tour (1/32) T. Pironkova | WTA 500                         | 1er tour (1/64) J. Hampton   | 2e tour (1/32) M. Bartoli        | 1er tour (1/32) S. Peer      |                               |                             |                              | 3e tour (1/8) M. Sharapova  |  |                             |
| 2013  |       |                              | WTA 500                         |                              |                                  |                              |                               |                             | 2e tour (1/16) S. Errani     | 3e tour (1/8) A. Radwańska  |  | 1er tour (1/32) L. Šafářová |
| 2014  |       |                              | WTA 500                         |                              |                                  |                              |                               |                             | 1er tour (1/32) K. Flipkens  | 2e tour (1/16) E. Makarova  |  |                             |
| 2015  |       | WTA 500                      |                                 | 2e tour (1/32) C. Garcia     | 1er tour (1/64) A.K. Schmiedlová |                              |                               | 3e tour (1/8) A. Ivanović   |                              |                             |  |                             |
| 2016  |       |                              | WTA 500                         | 1er tour (1/64) Y. Wickmayer |                                  |                              |                               |                             |                              |                             |  |                             |
| 2018  |       |                              | WTA 500                         |                              | 1er tour (1/64) A.Petkovic       |                              | 1er tour (1/32) S. Kuznetsova |                             |                              | 2e tour (1/16) C. Garcia    |  | 2e tour (1/16) Zhang S.     |
| 2019  |       | WTA 500                      | 1er tour (1/32) S. Vögele       |                              | 3e tour (1/16) S. Halep          | 1er tour (1/32) S. Stephens  | 1er tour (1/32) M. Keys       | 1er tour (1/32) J. Görges   |                              | 3e tour (1/8) K. Bertens    |  | 2e tour (1/16) P. Kvitová   |
| 2020  |       |                              | 1er tour (1/32) A. Van Uytvanck | Annulé                       | Annulé                           | Annulé                       |                               | Annulé                      |                              | Annulé                      |  | Annulé                      |
|       |       | WTA 1000                     |                                 |                              |                                  |                              |                               |                             |                              |                             |  |                             |
| 2021  |       | WTA 500                      | 1er tour (1/32) M. Doi          | 1er tour (1/64) A. Sevastova |                                  | 1er tour (1/32) J. Ostapenko | 1er tour (1/32) M. Sákkari    |                             |                              | Annulé                      |  | Annulé                      |

Sous le résultat, l’ultime adversaire.
1. 1 2   Les tournois de Doha et Dubaï alternent le statut de tournoi WTA 1000 (ex Premier 5) entre 2009 et 2023 : les trois premières éditions ont lieu à Dubaï, les trois suivantes à Doha, puis Dubaï accueille le tournoi de cette catégorie les années impaires et Dubaï les années paires. De 2011 à 2023, la ville qui n’accueille pas de WTA 1000 organise à la place un tournoi WTA 500 (ex Premier).
2. 1 2 3 4 5 6 7 8   L’ordre de déroulement des tournois a évolué depuis 2009 : Rome se dispute avant Madrid et Cincinnati avant Montréal/Toronto jusqu’en 2010, tandis que Tokyo (2009-2013)-Wuhan (2014-2019, 2024-)-Guadalajara (2022-2023) ont lieu avant Pékin jusqu’en 2023.
3. 1 2 3 4 5 6 7 8  Du fait de la pandémie de Covid-19, les tournois d’Indian Wells, de Miami, de Madrid, du Canada, de Wuhan et de Pékin sont annulés en 2020. Ces deux derniers le sont également en 2021. Pour des raisons d’organisation, le tournoi de Cincinnati 2020 a exceptionnellement lieu à Flushing Meadows à New York.

## Parcours aux Jeux olympiques

### En simple dames
| # | Date       | Nom de l'olympiade                  | Surface      | Résultat        | Ultime adversaire   | Score    |          |
| - | ---------- | ----------------------------------- | ------------ | --------------- | ------------------- | -------- | -------- |
| 1 | 28/07/2012 | Olympic Tennis Event Wimbledon      | Gazon (ext.) | 1er tour (1/32) | María José Martínez | 6-2, 6-4 | Parcours |
| 2 | 06/08/2016 | Olympic Tennis Event Rio de Janeiro | Dur (ext.)   | 1er tour (1/32) | Mónica Puig         | 6-3, 6-2 | Parcours |

## Parcours en Fed Cup
| #                                                                  | Date       | Lieu    | Surface      | Gagnante(s)                       | Perdante(s)                      | Score          |          |
| ------------------------------------------------------------------ | ---------- | ------- | ------------ | --------------------------------- | -------------------------------- | -------------- | -------- |
|                                                                    |            |         |              |                                   |                                  |                |          |
| 2010 - Barrage (groupe mondial II) - Slovénie - Japon - 4 : 1      |            |         |              |                                   |                                  |                |          |
| 1                                                                  | 24/04/2010 | Maribor | Terre (int.) | Polona Hercog                     | Ayumi Morita                     | 3-6, 6-1, 6-3  | Parcours |
| 1                                                                  | 24/04/2010 | Maribor | Terre (int.) | Kimiko Date-Krumm                 | Polona Hercog                    | 6-4, 6-2       | Parcours |
|                                                                    |            |         |              |                                   |                                  |                |          |
| 2011 - 1er tour (groupe mondial II) - Slovénie - Allemagne - 1 : 4 |            |         |              |                                   |                                  |                |          |
| 2                                                                  | 05/02/2011 | Maribor | Terre (int.) | Polona Hercog                     | Julia Görges                     | 7-5, 6-4       | Parcours |
| 2                                                                  | 05/02/2011 | Maribor | Terre (int.) | Andrea Petkovic                   | Polona Hercog                    | 6-1, 6-2       | Parcours |
| 2                                                                  | 05/02/2011 | Maribor | Terre (int.) | Anna-Lena Grönefeld Tatjana Malek | Polona Hercog Katarina Srebotnik | 7-63, 0-0, ab. | Parcours |
|                                                                    |            |         |              |                                   |                                  |                |          |
| 2011 - Barrage (groupe mondial II) - Slovénie - Canada - 3 : 2     |            |         |              |                                   |                                  |                |          |
| 3                                                                  | 16/04/2011 | Koper   | Terre (ext.) | Polona Hercog                     | Eugenie Bouchard                 | 6-0, 6-4       | Parcours |
| 3                                                                  | 16/04/2011 | Koper   | Terre (ext.) | Polona Hercog                     | Rebecca Marino                   | 5-7, 6-2, 8-6  | Parcours |
| 3                                                                  | 16/04/2011 | Koper   | Terre (ext.) | Polona Hercog Katarina Srebotnik  | Sharon Fichman Rebecca Marino    | 7-65, 6-2      | Parcours |
|                                                                    |            |         |              |                                   |                                  |                |          |
| 2012 - 1er tour (groupe mondial II) - Japon - Slovénie - 5 : 0     |            |         |              |                                   |                                  |                |          |
| 4                                                                  | 04/02/2012 | Miki    | Dur (int.)   | Kimiko Date-Krumm                 | Polona Hercog                    | 2-6, 6-4, 6-2  | Parcours |
| 4                                                                  | 04/02/2012 | Miki    | Dur (int.)   | Ayumi Morita                      | Polona Hercog                    | 3-6, 7-66, 6-1 | Parcours |

## Records et statistiques

### Victoires sur le top 10
Toutes ses victoires sur des joueuses classées dans le top 10 de la WTA lors de la rencontre.
| Légende      |
| Grand Chelem |
| Premier      |
| Intern'l     |
| Fed Cup      |

| # |       |  | Tournoi    | Année | Surface      |  | Adversaire     | Rang | Tour | Score         | Tableau |
| - | ----- |  | ---------- | ----- | ------------ |  | -------------- | ---- | ---- | ------------- | ------- |
| 1 | no 38 |  | Charleston | 2012  | Terre battue |  | Marion Bartoli | no 7 | 1/8  | 6-4, 1-6, 6-4 | Tableau |
| 2 | no 50 |  | Rome       | 2020  | Terre battue |  | Kiki Bertens   | no 8 | 1/16 | 6-4, 6-4      | Tableau |

## Classements WTA en fin de saison
| Année          | 2006 | 2007 | 2008 | 2009 | 2010 | 2011 | 2012 | 2013 | 2014 | 2015 | 2016 | 2017 | 2018 | 2019 | 2020 | 2021 | 2022 | 2023 | 2024 |
| Rang en simple | 717  | 345  | 243  | 71   | 48   | 36   | 80   | 66   | 95   | 71   | 139  | 102  | 82   | 49   | 52   | 135  | 390  | 327  | 242  |
| Rang en double | –    | 374  | 173  | 115  | 59   | 93   | 220  | 164  | 1103 | 1131 | 900  | –    | 900  | 1207 | 1269 | 485  | –    | –    | –    |

Source : (en) Classements de Polona Hercog sur le site officiel de la Fédération internationale de tennis